# Воинский этикет

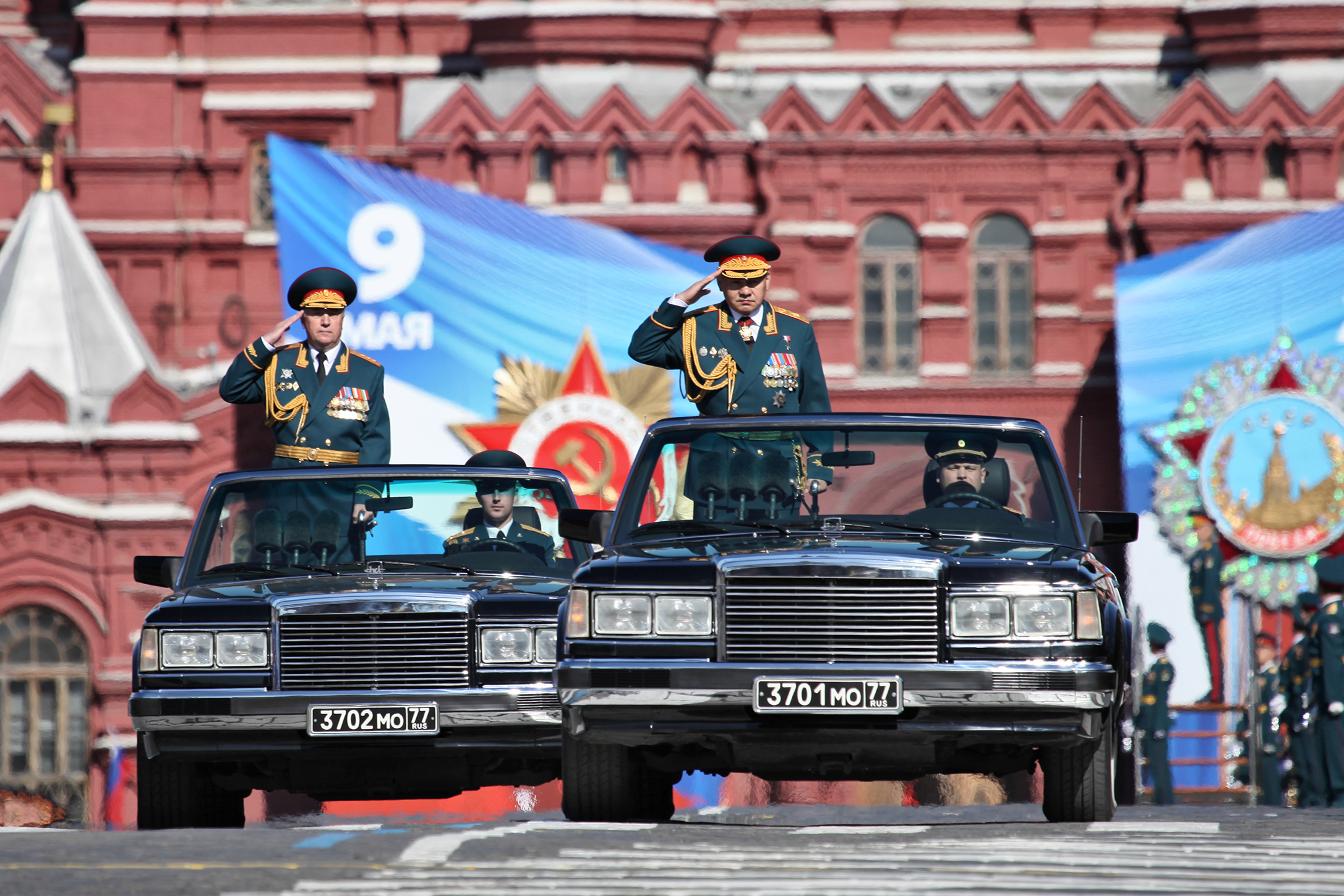
Сергей Шойгу и главнокомандующий СВ Владимир Чиркин во время Парада победы в 2013 году совершают воинское приветствие

Воинский этикет — свод правил, определяющих поведение военнослужащего по отношению к сослуживцам, гражданским лицам, ветеранам. В отличие от этикета среди гражданских людей, являющегося делом личным и добровольным, воинский этикет в значительной степени регламентирован законами и подзаконными актами и обязателен для исполнения. Так как поведение отдельного солдата или офицера влияет на восприятие обществом армии и вооружённых сил в целом.

## Функции военного этикета
Воинский этикет имеет свои функции, среди которых выделяются 5 наиболее главных:
- общегосударственную — состоит в создании сильных и боеспособных вооружённых сил, способных защитить страну в случае необходимости.
- дисциплинарную — состоит в выработке у военнослужащего "мужского характера", дисциплинированности и чёткого выполнения поставленных задач и приказов.
- служебно-регулятивную — разделяет военнослужащих в системе власти и подчинения, в зависимости от званий и должностей.
- воспитательная — воздействует на внутренние качества военнослужащего, и вырабатывает в нём нравственные нормы и чувство долга.
- эстетическую — воздействует на желание, чтобы армия выглядела в глазах общества привлекательной. А также на позитивные отношения внутри армейского коллектива.

Одним из внешних проявлений этикета является отдание воинского приветствия военнослужащими.